# Championnat du pays de Galles de football 2001-2002
Navigation
Édition précédente Édition suivante
La 10e édition du championnat du pays de Galles de football est remportée par le Barry Town Football Club. C’est le sixième titre de champion du club, le deuxième consécutif. Barry Town l’emporte avec 7 points d’avance sur Total Network Solutions. Bangor City complète le podium.
Le système de promotion/relégation reste en place : descente et montée automatique pour deux clubs l’un du sud issu du championnat du nord, la Cymry Alliance, l’autre du championnat du sud : Rhayader Town descend en deuxième division. Il est remplacé pour la saison 2002-2003 par Welshpool Town.

## Les clubs de l'édition 2001-2002
| \| Aberystwyth Town Bangor City Caersws FC Connah's Quay Nomads Cwmbran Town Newtown AFC TNS Llansantffraid Rhyl FC Barry Town Carmarthen Town Haverfordwest County Rhayader Town Afan Lido Cefn Druids Port Talbot Town Oswestry Town Caernarfon Town Llanelli AFC \| Localisation des clubs engagés dans le championnat. |
| Aberystwyth Town Bangor City Caersws FC Connah's Quay Nomads Cwmbran Town Newtown AFC TNS Llansantffraid Rhyl FC Barry Town Carmarthen Town Haverfordwest County Rhayader Town Afan Lido Cefn Druids Port Talbot Town Oswestry Town Caernarfon Town Llanelli AFC                                                           |

| Club                                  | Stade                | Capacité | Ville                     |
| ------------------------------------- | -------------------- | -------- | ------------------------- |
| Aberystwyth Town Football Club        | Park Avenue Ground   | 2100     | Aberystwyth               |
| Afan Lido Football Club               | -                    | -        | Aberavon                  |
| Bangor City Football Club             | Farrar Road          | 1500     | Bangor                    |
| Barry Town Football Club              | Jenner Park          | 2500     | Barry                     |
| Caernarfon Town Football Club         | The Oval             | 3000     | Caernarfon                |
| Caersws Football Club                 | -                    | -        | Caersws                   |
| Carmarthen Town Football Club         | Richmond Park        | 3000     | Carmarthen                |
| Cefn Druids Association Football Club | Plaskynaston Lane    | 2500     | Wrexham                   |
| Connah's Quay Nomads Football Club    | Halfway Ground       | 3000     | Connah's Quay             |
| Cwmbran Town Football Club            | -                    | -        | Cwmbran                   |
| Haverfordwest County Football Club    | Newbridge Meadow     | 2000     | Haverfordwest             |
| Newtown Association Football Club     | Latham Park          | 4300     | Newtown                   |
| Oswestry Town Football Club           | Park Hall            | 2000     | Oswestry                  |
| Port Talbot Town Football Club        | Victoria Road Ground | 2000     | Port Talbot               |
| Rhayader Town Football Club           | The Weirglodd        | 2200     | Rhayader                  |
| Rhyl Football Club                    | Belle Vue            | 4000     | Rhyl                      |
| Total Network Solutions Football Club | Park Hall            | 2000     | Llansantffraid-ym-Mechain |
| Welshpool Town Football Club          | Maes Y Dre           | 3000     | Welshpool                 |

## Compétition

### Classement
Le classement est établi sur le barème de points classique (victoire à 3 points, match nul à 1, défaite à 0).
| Rang | Équipe                  | Pts | J  | G  | N  | P  | Bp | Bc | Diff |
| ---- | ----------------------- | --- | -- | -- | -- | -- | -- | -- | ---- |
| 1    | Barry Town T            | 77  | 34 | 23 | 8  | 3  | 82 | 29 | +53  |
| 2    | Total Network Solutions | 70  | 34 | 21 | 7  | 6  | 65 | 33 | +32  |
| 3    | Bangor City             | 69  | 34 | 21 | 6  | 7  | 83 | 38 | +45  |
| 4    | Caersws FC              | 58  | 34 | 18 | 4  | 12 | 65 | 44 | +21  |
| 5    | Afan Lido               | 58  | 34 | 18 | 4  | 12 | 42 | 36 | +6   |
| 6    | Rhyl FC                 | 56  | 34 | 17 | 5  | 12 | 53 | 45 | +8   |
| 7    | Cwmbran Town            | 55  | 34 | 17 | 4  | 13 | 66 | 53 | +13  |
| 8    | Connah's Quay Nomads    | 51  | 34 | 14 | 9  | 11 | 56 | 46 | +10  |
| 9    | Aberystwyth Town        | 51  | 34 | 14 | 9  | 11 | 53 | 48 | +5   |
| 10   | Carmarthen Town         | 48  | 34 | 13 | 9  | 12 | 51 | 37 | +14  |
| 11   | Caernarfon Town P       | 44  | 34 | 18 | 8  | 14 | 64 | 64 | 0    |
| 12   | Port Talbot Town        | 43  | 34 | 12 | 7  | 15 | 44 | 55 | -11  |
| 13   | Newtown AFC             | 38  | 34 | 9  | 11 | 14 | 35 | 44 | -9   |
| 14   | Cefn Druids             | 32  | 34 | 8  | 8  | 18 | 49 | 79 | -30  |
| 15   | Llanelli AFC            | 31  | 34 | 8  | 7  | 19 | 41 | 64 | -23  |
| 16   | Oswestry Town           | 30  | 34 | 8  | 6  | 20 | 39 | 84 | -45  |
| 17   | Haverfordwest County    | 28  | 34 | 6  | 10 | 18 | 47 | 76 | -29  |
| 18   | Rhayader Town           | 15  | 34 | 3  | 6  | 25 | 29 | 89 | -60  |

| Légende : Qualifications et relégations | Légende : Qualifications et relégations                                                       |
| --------------------------------------- | --------------------------------------------------------------------------------------------- |
|                                         | Ligue des champions 2002-2003                                                                 |
|                                         | Coupe de l'UEFA 2002-2003, premier tour préliminaire                                          |
|                                         | Relégation en deuxième division                                                               |
|                                         | (T) : Tenant du titre (C) : Vainqueurs de la Coupe du pays de Galles de football (P) : Promus |

## Bilan de la saison
| Championnat du pays de Galles de football 2001-2002 |                         |
| Champion                                            | Barry Town (6e titre)   |
| Qualifications continentales                        |                         |
| Ligue des champions 2002-2003                       | Barry Town              |
| Coupe UEFA 2002-2003                                | Cwmbran Town            |
| Coupe UEFA 2002-2003                                | Total Network Solutions |
| Promotions et relégations                           |                         |
| Promus en Premier League                            | Welshpool Town          |
| Relégués en Division One                            | Rhayader Town           |

## Statistiques

### Meilleur buteur
- Marc Lloyd-Williams (Bangor City), 47 buts